# 沙玉庄
沙玉庄（1962年5月—），回族，云南省腾冲市人，中华人民共和国政治人物。

## 生平
沙玉庄毕业于云南民族学院数学系，进入德宏傣族景颇族自治州科协、科委、科技局工作。2009年10月，出任潞西市代理市长，2010年1月出任市长，潞西市更名为芒市后继续担任市长。2015年2月调任中共德宏州委副秘书长，2015年5月调任德宏职业学院校长（正处级）。2021年6月退休。